# Scheaffino-Nunatak
Der Scheaffino-Nunatak (spanisch Nunatak Scheaffino) ist ein Nunatak an der Oskar-II.-Küste des Grahamlands auf der Antarktischen Halbinsel. Er ist einer der zahlreichen Nunatakker auf der Jason-Halbinsel. An seiner Nordwestflanke ragt das Acantilado De Urquiza auf.
Argentinische Wissenschaftler benannten ihn. Der weitere Benennungshintergrund ist nicht überliefert.